# 불교 용어 목록 (이)

바로가기:
ㄱ
경
구
ㄴ
ㄷ
ㄹ
ㅁ
명
무
묵
ㅂ
불
ㅅ
삼
삽
선
소
수
시
심
ㅇ
오
온
유
육
이
ㅈ 

정
지
ㅊ
ㅋ
ㅌ
ㅍ
ㅎ

## 이간어
이간어(離間語)는 양설(兩舌)의 다른 말이다.

## 이경안
2경안(二輕安)은 신경안(身輕安)과 심경안(心輕安)을 말한다. 경안(輕安)의 마음작용을 그것이 상응하는 식(識)의 유형, 즉 전5식과 제6의식에 따라 2가지로 나눈 것이다.

## 이계
이계(離繫)는 모든 유루법(有漏法)의 계박(繫縛)을 떠난다는 뜻으로, 이계(離繫)의 과(果)로 택멸무위(擇滅無爲)가 증득된다.

## 이근
1. 이근(耳根)
2. 2근(二根): 승의근(勝義根)과 부진근(扶塵根) = 정근(正根)과 부근(扶根)
3. 2근(二根): 22근 중 남근과 여근
4. 2근(二根): 이근(利根) · 둔근(鈍根) = 상근(上根)과 하근(下根)

## 이무명
2무명(二無明) 또는 2종무명(二種無明)은 다음 중 어느 하나를 뜻한다.
1. 독두무명(獨頭無明)과 상응무명(相應無明)
2. 견고소단(見苦所斷)의 무명과 견집소단(見集所斷)의 무명

## 이생
이생(異生, 산스크리트어: pṛthagjana)의 문자 그대로의 뜻은 '(성자와) 다른 생류(生類)'로, 범부(凡夫, 산스크리트어: pṛthagjana)의 다른 말이다. 이생범부(異生凡夫)라고도 한다.
범부는 선업(善業)을 지어서 인(人) · 천(天)의 선취(善趣)에 태어나기도 하고, 악업(惡業)을 지어서 지옥(地獄) · 아귀(餓鬼) · 축생(畜生)의 악취(惡趣)에 태어나기도 한다. 이와 같이 범부는 그 태어나는 장소가 갖가지로 다르기 때문에 이생(異生)이라고 한다.
또는, 불상응행법의 하나인 비득(非得)과 관련하여 정의되기도 하는데,이 경우 이생은 아직 성법(聖法: 성자의 법 또는 성스러운 법, 즉 聖智, 無漏智 또는 無漏慧)을 획득하지 못한 사람들, 즉 성법의 불획(不獲)을 자성으로 삼는 사람들을 말한다.

## 이생범부
이생범부(異生凡夫)은 이생(異生) 또는 범부(凡夫)의 다른 말이다. 성자(聖者)가 아닌 사람들을 말한다.

## 이생성
이생성(異生性, 산스크리트어: prthag-janatva)은 성법(聖法: 성자의 법 또는 성스러운 법, 즉 聖智, 無漏智 또는 無漏慧)을 획득하지 못한 상태 또는 이러한 상태를 일으키는 힘 또는 법칙을 말한다. 구역(舊譯)에서는 범부성(凡夫性)이라고 한다.

## 이수
2수(二受)는 대상을 받아들여 낙(樂) · 고(苦) · 희(喜) · 우(憂) · 사(捨)의 5수(五受)로 판별하는 느낌 · 감수(感受) · 지각(知覺)의 마음작용인 수(受) 또는 수온(受蘊)을 그것이 상응하는 식(識)의 유형에 따라 신수(身受)와 심수(心受)의 2가지로 나눈 것이다.
신수(身受)는 문자 그대로는 '몸의 느낌' 또는 '육체의 느낌'인데, 안식 · 이식 · 비식 · 설식 · 신식의 5식(五識)과 상응하는 수(受)의 마음작용을 말한다.
심수(心受)는 문자 그대로는 '마음의 느낌'인데, 제6의식(第六意識)과 상응하는 수(受)의 마음작용을 말한다.
5수(五受) 가운데 낙(樂) · 고(苦)는 신수에 속하고, 희(喜) · 우(憂)는 심수에 속하며, 사(捨)는 신수에 속한 경우도 있고 심수에 속한 경우도 있다.

## 이숙
이숙(異熟: 다르게 익음)은 다음을 뜻한다.
1.  원인과 다른 성질로 성숙됨을 뜻한다. 여기서 '다르게 익는다'는 것은, 선업이 즐거운 과보가 되고 악업이 괴로운 과보가 되는 선인낙과 악인고과를 의미한다.
2. 과보(果報)를 뜻한다.
3. 아뢰야식(阿賴耶識)의 다른 이름이다.

## 이숙과
이숙과(異熟果)는 이숙인(異熟因)에 따른 과보이다. 이숙인에 따라 생겨난 것이라는 뜻에서 이숙생(異熟生)이라고도 한다. 특히 이숙과는 전생(前生)의 선업(善業)과 악업(惡業)의 결과로서 현생(現生)에서 태어날 때 타고나는 과보로서의 몸과 마음을 말한다.

## 이숙생
1. 이숙생(異熟生)은 이숙인(異熟因)으로 인해 그 결과로 생겨난 것을 말한다.
2. 이숙생(異熟生)은 이숙(異熟) 즉 제8아뢰야식으로부터 생겨난 것을 말한다.

## 이숙성
이숙성(異熟性)은 이숙(異熟)의 성질 즉 다르게 익음의 성질로, 선과 불선(악)이 무기의 낙과 고로 성숙(成熟)되는 성질이다.
유식유가행파의 교학에 따르면 특히 아뢰야식이 이숙성을 가진다.

## 이식
부파불교의 설일체유부의 논서 《아비달마품류족론》 제3권에 따르면,
이식(耳識)은 식(識), 즉 마음, 즉 안식(眼識) · 이식(耳識) · 비식(鼻識) · 설식(舌識) · 신식(身識) · 의식(意識)의 6식신(六識身) 가운데 하나로, 이근[耳]과 성경[聲]을 연(緣: 원인 또는 간접적 원인)으로 하여 생겨나는 이근의 인식[耳識]을 말한다. 이 때 이근이 증상(增上) 즉 소의(所依)가 되고 성경이 소연(所緣)이 된다. 이근에 의해 인식[識]되는 성경에 대한[於耳所識聲] 모든 이정당요별(已正當了別) 즉 과거의 요별[已了別] · 현재의 요별[正了別] · 미래의 요별[當了別]을 통칭하여 안식(眼識)이라 이름한다.

## 이인
- 2인(二忍): 생인(生忍)과 법인(法忍)
- 2인(二忍): 세간인(世間忍)과 출세간인(出世間忍)
- 2인(二忍): 안수고인(安受苦忍)과 관찰고인(觀察法忍)

## 이전신견
이전신견(移轉身見)은 유신견(有身見)의 다른 말이다.

## 이십살가야견
20살가야견(二十薩迦耶見) 또는 20종살가야견(二十種薩迦耶見)은 살가야견 즉 유신견(有身見)을 5온 또는 5취온에 근거하여 세분하였을 때의 5아견(五我見) 즉  5가지 아견(我見)과 15아소견(十五我所見) 즉 15가지 아소견(我所見)을 통칭하는 낱말이다. 전통적인 용어로는 20구살가야견(二十句薩迦耶見)이라 한다.

## 이십이근
22근(二十二根, 산스크리트어: dvāvijśatīndriyāni, 영어: twenty-two faculties)은 제법(諸法) 즉 모든 법 중에서 특별한 증상력(增上力) 즉 특히 뛰어난 힘, 역량 또는 작용이 있다고 보아 선택된 22가지 법을 말한다.
1. 안근(眼根)
2. 이근(耳根)
3. 비근(鼻根)
4. 설근(舌根)
5. 신근(身根)
6. 의근(意根)
7. 여근(女根)
8. 남근(男根)
9. 명근(命根)
10. 낙근(樂根)
11. 고근(苦根)
12. 희근(喜根)
13. 우근(憂根)
14. 사근(捨根)
15. 신근(信根)
16. 근근(勤根)
17. 염근(念根)
18. 정근(定根)
19. 혜근(慧根)
20. 미지당지근(未知當知根)
21. 이지근(已知根)
22. 구지근(具知根)

## 이십이문
22문(二十二門,
영어: twenty-two aspects,
twenty-two categories)은 세친이 부파불교의 설일체유부의 교학을 비판적으로 집대성한 논서인 《아비달마구사론》의 〈분별계품〉에서, 일체법에 대한 법체계로서, 초기불교 이래로 불교 일반에서 사용되어온 18계(十八界)를 다음 22가지 측면[門]에서 분별하는 것을 말한다.
1. 유견(有見)과 무견(無見)
2. 유대(有對)와 무대(無對)
3. 선(善) · 악(惡) · 무기(無記)의 3성(三性)
4. 욕계(欲界) · 색계(色界) · 무색계(無色界)의 3계(三界)
5. 유루(有漏) · 무루(無漏)
6. 유심유사(有尋有伺) · 무심무사(無尋無伺)
7. 유소연(有所緣) · 무소연(無所緣)
8. 유집수(有執受) · 무집수(無執受)
9. 대종소조(大種所造)
10. 적취(積聚) · 비적취(非積聚)
11. 능작(能斫) · 소작(所斫)
12. 능소(能燒) · 소소(所燒)
13. 능칭(能稱) · 소칭(所稱)
14. 5류분별(五類分別)
15. 득성취(得成就)
16. 내(內) · 외(外)
17. 동분(同分) · 법동분(法同分)
18. 3단(三斷)
19. 견(見) · 비견(非見)
20. 6식내기식소견(六識內幾識所見)
21. 상(常) · 무상(無常)
22. 근(根) · 비근(非根)

## 이와 사
이(理)는 이치(理致: 사물의 정당한 조리, 영어: reason, logic)를 뜻하는데 현상의 사물을 뜻하는 사(事)에 상대되는 말로, 보통 둘을 함께 묶어서 이사(理事) 또는 사리(事理)라고 한다.
불교 문헌에서, 사(事)와 이(理)는 대개 다음의 뜻으로 해석되고 있다.
- 사(事)는 상대 차별한 현상을, 이(理)는 절대 평등한 본체를 가리킨다.[30][31][32][33]
- 사(事)는 현상계를, 이(理)는 그 현상계의 본질을 가리킨다.[34][35]
- 사(事)는 모든 현상을, 이(理)는 참된 실재를 가리킨다.[36]
- 사(事)는 차별 현상을, 이(理)는 깨달음의 진리를 가리킨다.[33]
- 사(事)와 이(理)를 합한 사리(事理) 또는 이사(理事)를 '진실' 또는 '현상계[事]와 그 본질[理]의 진리'라고 해석하기도 한다.[35][36]

## 이장
2장(二障, 영어: two hindrances)은 2애(二礙)라고도 하는데, 다음과 같은 것들이 있다.
1. 번뇌장(煩惱障) · 소지장(所知障)
2. 번뇌장(煩惱障) · 해탈장(解脫障)
3. 이장(理障) · 사장(事障)
4. 번뇌장(煩惱障) · 삼매장(三昧障)
5. 내장(內障) · 외장(外障)

## 이종세간
- 2종세간(二種世間): 중생(衆生)과 비중생(非衆生)
- 2종세간(二種世間): 유정세간(有情世間)과 기세간(器世間)

## 이촉
이촉(耳觸)은 안촉(眼觸) · 이촉(耳觸) · 비촉(鼻觸) · 설촉(舌觸) · 신촉(身觸) · 의촉(意觸)의 6촉(六觸) 가운데 하나이다. 이촉신(耳觸身)이라고도 한다.
부파불교의 설일체유부의 논서 《아비달마품류족론》 제3권에 따르면,
이촉(耳觸)은 이근[耳]과 성경[聲]을 연(緣: 원인 또는 간접적 원인)으로 하여 이식(耳識)이 생겨날 때의 이근 · 성경 · 이식의 3화합(三和合)으로 인한 촉[三和合故觸]이다. 이 때 이근이 증상(增上) 즉 소의(所依)가 되고 성경이 소연(所緣)이 된다. 이근에 의해 인식[識]되는 성경에 대한[於耳所識聲] 모든 촉(觸: 3화합) · 등촉(等觸: 평등한 3화합) · 촉성(觸性: 3화합의 성질) · 등촉성(等觸性: 평등한 3화합의 성질) · 이촉(已觸: 과거의 3화합) · 촉류(觸類: 3화합의 등류)를 통칭하여 이촉(耳觸)이라 이름한다.

## 이촉소생사
부파불교의 설일체유부의 논서 《아비달마품류족론》 제3권에 따르면,
이촉소생사(耳觸所生思)는 이근[耳]과 성경[聲]을 연(緣: 원인 또는 간접적 원인)으로 하여 이식(耳識)이 생겨날 때, 이근 · 성경 · 이식의 3화합(三和合)으로 인해 촉[三和合故觸]이 생겨남과 동시에 또한 이 촉(觸)이 연(緣: 원인 또는 간접적 원인)이 되어서 생겨나는 사(思)이다.
이 때 이근이 이촉소생사의 증상(增上) 즉 소의(所依)가 되고 성경이 이촉소생사의 소연(所緣)이 된다. 이촉은 이촉소생사의 인(因: 직접적 원인)이 되고 집(集: 집기)이 되고 유(類: 등류)가 되고 생(生: 생겨나게 함, 생상)이 된다. 그리고 이촉소생사는 이촉소생작의(耳觸所生作意) 즉  이촉으로 인해 생겨난 작의(作意)와 상응한다.
이근에 의해 인식[識]되는 성경에 대한[於耳所識聲] 모든 사(思: 심조작, 마음으로 짓고 만듦) · 등사(等思: 그 모두에 대한 심조작) · 증상등사(增上等思: 그 모두에 대한 뛰어난 심조작) · 이사(已思: 과거의 심조작) · 사류(思類: 심조작의 등류) · 심작의업(心作意業: 마음으로 의업을 지음)을 통칭하여 이촉소생사(耳觸所生思)라 이름한다.

## 이촉소생애
이촉소생애(耳觸所生愛)는 안촉소생애 · 이촉소생애 · 비촉소생애 · 설촉소생애 · 신촉소생애 · 의촉소생애의 6애신(六愛身) 가운데 하나이다.
부파불교의 설일체유부의 논서 《아비달마품류족론》 제3권에 따르면,
이촉소생애(耳觸所生愛)는 이근[耳]과 성경[聲]을 연(緣: 원인 또는 간접적 원인)으로 하여 이식(耳識)이 생겨날 때, 이근 · 성경 · 이식의 3화합(三和合)으로 인해 촉[三和合故觸]이 생겨나고 그런 후 이 촉(觸)이 연(緣: 원인 또는 간접적 원인)이 되어서 생겨나는 애(愛)이다.
이 때 이근이 이촉소생애의 증상(增上) 즉 소의(所依)가 되고 성경이 이촉소생애의 소연(所緣)이 된다.
이근에 의해 인식[識]되는 성경에 대한[於耳所識聲] 모든 탐(貪) · 등탐(等貪) · 집장(執藏) · 방호(防護) · 탐착(耽著) · 애락(愛樂)을 통칭한다. 즉, 청각적 대상에 대한 탐(貪) · 그 모두에 대한 탐[等貪] · 꽉 쥐어서 간직함[執藏] · 빼앗기지 않기 위해 막아 수호함[防護] · 빠져서 들러붙음[耽著] · 갈망하며 좋아함[愛樂]의 마음작용을 통칭하여 이촉소생애(耳觸所生愛)라 이름한다.

## 이형인
2형인(二形人, 산스크리트어: ubhayavyañjanaka은 22근 가운데 2가지 근인 남근과 여근을 동시에 가진 유정을 말한다. 즉, 암수한몸 · 자웅동체 · 남녀추니 · 양성구유인(兩性具有人, hermaphrodite)을 말한다. 줄임말로 2형(二形)이라고도 하고, 2상자(二相者) 또는 2근자(二根者)라고도 한다.

## 인
1. 인(因, 산스크리트어: hetu)은 직접적인 원인을 뜻한다. 이에 대해 연(緣)은 간접적인 원인을 뜻한다. 분류로는 2인(二因) · 5인(五因) · 6인(六因) · 10인(十因) 등이 있다.
2. 인(因, 산스크리트어: hetu)은 괴로움이라는 결과[苦果]를 내는 직접적인 원인[因]을 뜻하는데, 유루(有漏)를 가리키는 말이다.
3. 인(因, 산스크리트어: hetu)은 불교의 수행법 중 하나인 4제 16행상(四諦 十六行相: 4성제를 관찰하는 16종의 관법 또는 관행) 가운데 하나로, 4성제 중 집제에 대한 4가지 관찰[觀法 또는 觀行]인 인(因) · 집(集) · 생(生) · 연(緣) 가운데 인(因)을 말한다. 이것은 '유루(有漏)라는 원인[因]에 대하여, 마치 씨앗 즉 종자(種子)가 나무의 직접적인 원인인 것처럼[其理如種子], 유루는 괴로움이라는 결과[苦果]를 내는 직접적인 원인[因]이라고 관찰하는 것'을 말한다. 즉, 이러한 수행[行相]을 인(因)이라고 한다.

## 인가
인가(印可)은 인증인가(印證認可) 즉 확실하게 확인한 후 승인하는 것을 뜻한다.
부파불교의 설일체유부의 5위 75법의 법체계와 대승불교의 유식유가행파와 법상종의 5위 100법의 법체계에서 승해(勝解: 뛰어난 이해)는 그 대상에 대해 인가(印可)하는 마음작용이다. 즉 대상을 확실하게 확인한 후 승인하는 의식작용이다.
선종(禪宗) 등의 불교 전통에서 깨달은 존재로서의 스승이 제자가 깨달음을 증득했는지를 선문답 등을 통해 확실하게 확인한 후 승인하는 것을 인가(印可)라고 한다.
또한, 스승이 제자의 설법을 확실하게 확인한 후 승인하는 것도 인가(印可)라고 한다.

## 인과
- 인과(因果, 산스크리트어: hetu-phala): 원인과 결과[66][67]

- 인과(因果, 산스크리트어: hetu-phala): 모든 유위법 또는 개별 유위법[68][69]

## 인과동시·인과이시
- 인과동시(因果同時) 또는 동시인과(同時因果): 공간적 · 동시적(同時的) 인과관계의 관점에서 원인이 되는 법과 결과가 되는 법의 관계를 살펴볼 때의, 이들 법들간의 관계[70]
- 인과이시(因果異時) 또는 이시인과(異時因果); 시간적 · 이시적(異時的) 인과관계의 관점에서 원인을 이루는 법과 결과를 이루는 법의 관계를 살펴볼 때의, 이들 법들간의 관계[71]

## 인식대상
인식대상(認識對象, 산스크리트어: ālambana) 또는 이것의 줄임말인 대상(對象)은  마음(6식 또는 8식, 즉 심왕, 즉 심법)으로 인식하는 대상을 말한다. 전통적인 불교 용어로는 경(境, 산스크리트어: viṣaya, artha, gocara)이라고 한다. 예를 들어, 6경(六境), 즉 색(色) · 성(聲) · 향(香) · 미(味) · 촉(觸) · 법(法)의 각각은 6식(六識)의 각각, 즉 안식(眼識) · 이식(耳識) · 비식(鼻識) · 설식(舌識) · 신식(身識) · 의식(意識)이 인식하는 대상이다. 또한 인식대상이란 곧 마음(6식 또는 8식, 즉 심왕, 즉 심법)이 인식할 수 있는 영역이므로 인식범위(認識範圍)이기도 하다.
전통적인 불교 용어로는 인식대상 또는 인식범위를 소연(所緣) 또는 소연경(所緣境)이라고 한다. '소연(所緣)'의 문자 그대로의 뜻은 '연려(緣慮: 인연이 갖추어져 마주하게 된 대상에 대해 생각함)되는 바 또는 사물'이다. 소연(所緣)은 연려(緣慮)하는 자 또는 주체로서의 마음(6식 또는 8식, 즉 심왕, 즉 심법)과 마음작용(심소법)을 가리키는 능연(能緣)의 반대말이다. 마음과 마음작용 중에서도 흔히 마음 즉 6식 또는 8식만을 가리켜 능연이라 한다.
소연(所緣) 또는 소연경(所緣境)을 인식범위 또는 세력권이라는 측면을 부각시켜 전통적인 불교 용어로는 흔히 경계(境界)라고도 한다.
또한 인식대상을 다른 전통적인 불교용어로는 소취(所取) 또는 소취경(所取境)이라고도 한다. 이 용어는 취(取: 취함)라는 낱말이 뜻하는 것처럼 인식범위나 세력권의 뜻보다는 현재 인식하고 있는 대상 즉 인식대상이라는 의미가 강하다.

## 인연
1. 인연(因緣)은 보통 직접적인 원인으로서의 인(因)과 간접적인 원인으로서의 연(緣)을 통칭한다. 그러나 직접적 원인이건 간접적 원인이건 결과에 대한 원인이라는 점에서는 동일하므로, 이런 뜻에서는 인연은 원인을 말한다. 예를 들어, 씨앗은 나무의 직접적 원인인 인(因)이고 햇빛 · 공기 · 수분 · 온도 등은 간접적 원인인 연(緣)이다. 그러나 이들 모두는 씨앗에서 나무가 나타나게 하는 원인이라는 점에서는 동일하다.
2. 인연(因緣)은 인연(因緣) · 등무간연(等無間緣) · 소연연(所緣緣) · 증상연(增上緣)의 4연(四緣)의 하나이다. 4연(四緣)이라는 문맥에서의 인연(因緣)은 일체의 유위법(有爲法)을 낳게 하는 직접적인 원인을 말한다. 인연은 설일체유부가 주장한 능작인(能作因) · 구유인(俱有因) · 동류인(同類因) · 상응인(相應因) · 변행인(遍行因) · 이숙인(異熟因)의 6인설(六因說)에서 그 적용 범위가 가장 넓은 능작인을 제외한 나머지 5가지 인(因)에 해당한다.

## 인원
인원(因圓)의 문자 그대로의 뜻은 '인(因: 원인) 즉 인위(因位)가 원만하다'이며, 도(道), 즉 4성제 가운데 도제(道諦), 즉 성도(聖道)가 원만한 것을 말한다. 인원(因圓)은 여래10호(如來十號) 가운데 정변지(正遍知)와 명행족(明行足)이라는 두 호칭이 가진 의미를 가리키는 전통적인 용어이다.

## 인전
인전(引轉)은 끌어다 바꿈의 뜻으로, 어떤 법이 연(緣) 즉 원인 또는 조건이 되어서 다른 법을 자기의 세력권으로 끌여들여서 작용하여 변화시키는 것을 말한다. 이에 대해 이러한 인전(引轉) 즉 끌어다 바꿈이 작용하지 못하게 하는 것을 전통적인 용어로 불가인전(不可引轉)이라 한다.
《성유식론》 제5권에 따르면, 불가인전(不可引轉)은 승해(勝解)의 마음작용의 본질적 작용[業]이다. 즉, 승해의 마음작용은 결정할 대상에 대해 확실히 인가(印可)하여 결정하고 그 결정을 확고히 유지(維持)하는 마음작용이므로 다른 법이 연(緣) 즉 원인 또는 조건이 되어서 그 결정을 바꾸는 일이 일어나지 못하게 하는 작용을 한다. 간단히 말하면, 승해(勝解)는 결단력이 유지될 수 있게 하는 마음작용이다.

## 일
1. 일은 구체적 현상 또는 개개의 유위법(有為法)을 뜻하는 사(事, 산스크리트어: artha, 영어: phenomenon)의 한글 번역어들 중 하나이다.
예를 들어, 일대사(一大事: 큰 일, 한자어 문자 그대로는 '한 가지 큰 일') 또는 생사대사(生死大事: 나고 죽는 큰 일)에서의 일[事]은 탄생과 재탄생이 반복되는 구체적 현상, 즉 윤회를 말한다.
2. 일은 '행한 일(Work)'을 뜻하는 사(事)의 한글 번역어들 중 하나이다.
예를 들어, 일대사인연(一大事因緣)은 고타마 붓다가 세상에서 행한 모든 큰 일[事]의 이유[因緣] 또는 목적[因緣]을 뜻한다.
3. 일은 '해야 할 일(Work)' 또는 '수행'을 뜻하는 사(事)의 한글 번역어들 중 하나이다. 예를 들어, 장부일대사(丈夫一大事)는 사람(대장부)이 할 일, 또는 사람(대장부)이 마땅히 해결해야 할 일을 뜻하고, '일대사(一大事)를 끝마쳤다'는 말은 생사대사(生死大事: 나고 죽는 큰 일)를 해결하는 수행을 완성하여 윤회에서 벗어나 열반에 들었다는 것을 말한다. 한편, 이와 비슷한 뜻에서의 일대사(一大事)라는 표현은 불교뿐 아니라 도교 또는 선도(仙道) 계통에서도 사용하고 있다.

## 일체구
일체구(一切俱)는 '반드시 함께 일어난다'는 뜻으로 유식학에서 마음작용의 5종류, 즉 변행심소, 별경심소, 선심소, 번뇌심소와 수번뇌심소를 합한 잡염심소, 부정심소의 차이를 판별할 때 사용하는 가늠자로서의 일체성(一切性) · 일체지(一切地) · 일체시(一切時) · 일체구(一切俱)의 4일체(四一切)의 하나이다.
일체구(一切俱), 즉 '반드시 함께 일어난다'는 것은 특정 그룹에 속한 마음작용들 모두가 동시에 함께 일어난다는 것을 말한다. 예를 들어, 작의(作意: 경각, 대상을 향함) · 촉(觸: 대상을 만남) · 수(受: 지각) · 상(想: 표상) · 사(思: 의지)의 5가지 마음작용은 하나의 그룹을 이루는데, 이 그룹이 일체구(一切俱)의 뜻을 충족한다는 것은 이 그룹에 속한 이들 5가지 마음작용들이 각자가 따로 따로 혹은 다른 하나 또는 다수와 함께 일어나는 것이 아니라 모두가 동시(同時)에 즉 같은 찰나(刹那)에 함께 일어난다는 것을 말한다. 그런데, 《성유식론》에 따르면, 일체구(一切俱)의 뜻을 충족하는 것은 마음작용의 5종류 또는 6종류 중 변행심소뿐이다.

## 일체성
일체성(一切性), 일체의 성(一切의 性) 또는 일체의 성품(一切의 性品)은 유식학에서 마음작용의 5종류, 즉 변행심소, 별경심소, 선심소, 번뇌심소와 수번뇌심소를 합한 잡염심소, 부정심소의 차이를 판별할 때 사용하는 가늠자로서의 일체성(一切性) · 일체지(一切地) · 일체시(一切時) · 일체구(一切俱)의 4일체(四一切)의 하나이다.
일체성(一切性)은 선(善) · 불선(不善) · 무기(無記)의 3성(三性)을 말한다.

## 일체의 성
일체의 성(一切의 性)은 일체성(一切性)의 다른 말이다.

## 일체의 성품
일체의 성품(一切의 性品)은 일체성(一切性)의 다른 말이다.

## 일체의 시
일체의 시(一切의 時)는 일체시(一切時)의 다른 말이다.

## 일체의 지
일체의 지(一切의 地)는 일체지(一切地)의 다른 말이다.

## 일체시
일체시(一切時) 또는 일체의 시(一切의 時)는 유식학에서 마음작용의 5종류, 즉 변행심소, 별경심소, 선심소, 번뇌심소와 수번뇌심소를 합한 잡염심소, 부정심소의 차이를 판별할 때 사용하는 가늠자로서의 일체성(一切性) · 일체지(一切地) · 일체시(一切時) · 일체구(一切俱)의 4일체(四一切)의 하나이다.
일체시(一切時)는 일체의 유심(有心: 마음이 있음, 무심의 반대)의 때, 또는 과거 · 현재 · 미래의 3세(三世), 또는 마음(8식, 즉 심왕, 즉 심법)이 모든 대상을 반연할 때를 말한다. 《성유식론》에 따르면 일체시(一切時)의 뜻을 충족하는 것은 마음작용의 5종류 또는 6종류 중 변행심소뿐이다.

## 일체지
일체지(一切地) 또는 일체의 지(一切의 地)는 유식학에서 마음작용의 5종류, 즉 변행심소, 별경심소, 선심소, 번뇌심소와 수번뇌심소를 합한 잡염심소, 부정심소의 차이를 판별할 때 사용하는 가늠자로서의 일체성(一切性) · 일체지(一切地) · 일체시(一切時) · 일체구(一切俱)의 4일체(四一切)의 하나이다.
일체지(一切地)는 9지(九地) 또는 3지(三地)를 말하는데 이 둘은 모두 욕계 · 색계 · 무색계의 3계(三界)를 나름의 기준에 따라 나눈 것이다.

## 임운
임운(任運)은 형용사로는 '자연의, 자연적인, 생래적인, 본래의, 선천적인, 자성(自性)의'을 뜻하고 부사로는 '자연으로, 자연적으로, 생래적으로, 본래부터, 선천적으로, 자성(自性)적으로'를 뜻한다.
예를 들어, 임운기(任運起) 즉 자연적으로[任運] 일어나는[起] 번뇌는 모든 번뇌를 후천적인 번뇌인 분별기(分別起) 즉 '분별에 의해[分別] 일어나는[起] 번뇌'와 선천적인 번뇌인 구생기(俱生起) 즉 '출생과 함께[俱生] 일어나는[起] 번뇌'로 나눌 때 구생기의 다른 말이다.
임운(任運)의 한자어 문자 그대로의 뜻은 '운(運)에 맡긴다[任]'인데 여기서 운(運)은 우연을 뜻하는 것이 아니라 천지자연의 운행을 뜻한다. 불교의 관점에서는 천지자연의 운행은 엄격한 인과법칙 즉 연기법이라는 불변의 법이도리(法爾道理)에 의해 이루어지므로, 불교에서 임운(任運) 즉 '자연적'이라고 하면 '원인과 결과의 법칙에 따라 일어나는'을 뜻한다.

## 임운분별
임운분별(任運分別)은 자성분별(自性分別)의 다른 말이다.

## 임지식
임지식(任持食)은 어떤 법을 지녀 지속하게 하는 힘을 말한다.
예를 들어, 무상천의 유정은 숙업(宿業: 지난 세상에 지은 업)의 등무간연(等無間緣)을 임지식(任持食)으로 삼는다. 즉, 숙업이 유정으로 하여금 무상과를 지녀 지속하게 하는 힘이 된다. 달리 말하면, 무상천의 유정은 숙업에 의해 중동분이나 명근 등을 견인(牽引)하는 것으로, 속생(續生)의 마음과, 무간에 무상과로 들어가는 마음이 중동분이나 명근 등을 견인(牽引)하는 것을 돕는다. 따라서 무상천에도 역시 과거의 촉 등은 존재하여 임지식이 된다. 그러나 무상천에서는 현재의 촉 등은 존재하지 않으므로 임지식이 될 수 없다.

## 임지자성 궤생물해
임지자성(任持自性)은 자신만의 자성(自性) 또는 자상(自相)을 지니고 있다는 뜻이고, 궤생물해(軌生物解)는 해당 사물에 대한 인식[解]을 낳게 하는 궤범이라는 뜻이다. 이 2가지 뜻은 법(法, dharma, 존재)을 정의하는 문구로 자주 사용된다. 즉, 법 또는 사물은 자기만의 자성 또는 자상을 지니고 있어서 그 자성 또는 자상은 해당 법에 대한 인식의 궤범이 되어 해당 법을 종합적으로 인식할 수 있게 하는데, 이러한 사물 또는 존재를 법(法)이라 한다.

## 입도
입도(入道)는 출가(出家)의 동의어이다. 입도(入道)의 문자 그대로의 뜻은 "길(道)에 들어가는(入) 것"으로, 여기서의 길(道)은 불교를 의미한다. 입도(入道)는 깨달음을 성취했다는 성불(成佛)의 뜻이 아니다.

## 입멸
입멸(入滅)은 다음을 뜻한다. "고타마 붓다의 입멸 후 100년" 등과 같이 두 번째의 의미로 자주 사용된다. 입멸은 입열반(入涅槃)이라고도 한다.
1. 열반을 성취하여 윤회를 벗어나는 것, 즉 깨달음을 증득하는 것
2. 열반을 성취한 사람의 죽음

## 입열반
입열반(入涅槃)은 입멸(入滅)의 다른 말이다.

## 참고 문헌
- 이 문서에는 다음커뮤니케이션(현 카카오)에서 GFDL 또는 CC-SA 라이선스로 배포한 글로벌 세계대백과사전의 내용을 기초로 작성된 글이 포함되어 있습니다.
- 가전연자 지음, 승가제바·축불념 한역, 권오민 번역 (K.943, T.1543). 《아비담팔건도론》. 한글대장경 검색시스템 - 전자불전연구소 / 동국역경원. K.943(24-695), T.1543(26-771).
- 고려대장경연구소. 《고려대장경 전자 불교용어사전》. 고려대장경 지식베이스 / (사)장경도량 고려대장경연구소.
- 고익진 (1989). 《한국 고대 불교 사상사》. 동국대학교 출판부.
- 곽철환 (2003). 《시공 불교사전》. 시공사 / 네이버 지식백과.
- 구나발타라(求那跋陀羅) 한역 (K.650, T.99). 《잡아함경》. 한글대장경 검색시스템 - 전자불전연구소 / 동국역경원. K.650(18-707), T.99(2-1).
- 구나발타라 한역, 번역자 미상 (K.54, T.353). 《승만경》. 한글대장경 검색시스템 - 전자불전연구소 / 동국역경원. K.54(6-1361), T.353(12-217).
- 구마라습 한역, 차차석 번역 (K.991, T.614). 《좌선삼매경》. 한글대장경 검색시스템 - 전자불전연구소 / 동국역경원. K.991(30-128), T.614(15-269).
- 권오민 (1991). 《경량부철학의 비판적 체계 연구》. 동국대학원 철학박사 학위논문.
- 권오민 (2003). 《아비달마불교》. 민족사.
- 담무참 한역, 번역자 미상 (K.105, T.374). 《대반열반경》. 일명 《북본열반경》. 한글대장경 검색시스템 - 전자불전연구소 / 동국역경원. K.105(9-1), T.374(12-365).
- 목건련 지음, 현장 한역, 송성수 번역 (K.945, T.1537). 《아비달마법온족론》. 한글대장경 검색시스템 - 전자불전연구소 / 동국역경원. K.945(24-1091), T.1537(26-453).
- 무착 지음, 바라파밀다라 한역, 이영무 번역 (K.586, T.1604). 《대승장엄경론》. 한글대장경 검색시스템 - 전자불전연구소 / 동국역경원. K.586(16-843), T.1604(31-589).
- 무착 지음, 현장 한역 (K.571, T.1602). 《현양성교론》. 한글대장경 검색시스템 - 전자불전연구소 / 동국역경원. K.571(16-1), T.1602(31-480).
- 무착 지음, 현장 한역, 이한정 번역 (K.572, T.1605). 《대승아비달마집론》. 한글대장경 검색시스템 - 전자불전연구소 / 동국역경원. K.572(16-157), T.1605(31-663).
- 미륵 지음, 현장 한역, 강명희 번역 (K.614, T.1579). 《유가사지론》. 한글대장경 검색시스템 - 전자불전연구소 / 동국역경원. K.570(15-465), T.1579(30-279).
- 법구 지음, 승가발마 등 한역, 김형준 번역 (K.960, T.1552). 《잡아비담심론》. 한글대장경 검색시스템 - 전자불전연구소 / 동국역경원. K.960(28-391), T.1552(28-869).
- 법승 지음, 승가제바·혜원 한역, 김재천 번역 (K.959, T.1550). 《아비담심론》. 한글대장경 검색시스템 - 전자불전연구소 / 동국역경원. K.959 (28-355), T.1550 (28-809).
- 법장 술, 노혜남 번역 (K.1513, T.1733). 《화엄경탐현기》. 한글대장경 검색시스템 - 전자불전연구소 / 동국역경원. K.1513(47-458), T.1733(35-107).
- 불타야사·축불념 한역, 번역자 미상 (K.647, T.1). 《장아함경》. 한글대장경 검색시스템 - 전자불전연구소 / 동국역경원. K.647(17-815), T.1(1-1).
- 사리자 설, 현장 한역, 송성수 번역 (K.946, T.1536). 《아비달마집이문족론》. 한글대장경 검색시스템 - 전자불전연구소 / 동국역경원. K.946(24-1183), T.1536(26-367).
- 서정형 (2004). 《나가르주나 『중론』(해제)》. 서울대학교 철학사상연구소 / 네이버 지식백과.
- 서정형 (2004b). 《『밀린다팡하』(해제)》. 서울대학교 철학사상연구소 / 네이버 지식백과.
- 세우 지음, 구나발타라·보리야사 한역, 송성수 번역 (K.950, T.1541). 《중사분아비담론》. 한글대장경 검색시스템 - 전자불전연구소 / 동국역경원. K.950(25-271), T.1541(26-627).
- 세우 지음, 현장 한역, 송성수 번역 (K.949, T.1542). 《아비달마품류족론》. 한글대장경 검색시스템 - 전자불전연구소 / 동국역경원. K.949(25-149), T.1542(26-692).
- 세친 지음, 현장 한역, 권오민 번역 (K.955, T.1558). 《아비달마구사론》. 한글대장경 검색시스템 - 전자불전연구소 / 동국역경원. K.955(27-453), T.1558(29-1).
- 세친 지음, 현장 한역, 김묘주 번역 (K.594, T.1597). 《섭대승론석》. 한글대장경 검색시스템 - 전자불전연구소 / 동국역경원. K.594(17-76), T.1597(31-321).
- 세친 지음, 현장 한역, 송성수 번역 (K.618, T.1612). 《대승오온론》. 한글대장경 검색시스템 - 전자불전연구소 / 동국역경원. K.618(17-637), T.1612(31-848).
- 세친 지음, 현장 한역, 송성수 번역 (K.644, T.1614). 《대승백법명문론》. 한글대장경 검색시스템 - 전자불전연구소 / 동국역경원. K.644(17-808), T.1614(31-855).
- 승가제바(僧伽提婆) 한역. 《중아함경》. 한글대장경 검색시스템 - 전자불전연구소 / 동국역경원.
- 안혜 지음, 지바하라 한역, 조환기 번역 (K.619, T.1613). 《대승광오온론》. 한글대장경 검색시스템 - 전자불전연구소 / 동국역경원. K.619(17-641), T.1613(31-850).
- 안혜 지음, 현장 한역, 이한정 번역 (K.576, T.1605). 《대승아비달마잡집론》. 한글대장경 검색시스템 - 전자불전연구소 / 동국역경원. K.576(16-228), T.1606(31-694).
- 오백 아라한 지음, 현장 한역, 송성수 번역 (K.952, T.1545). 《아비달마대비바사론》. 한글대장경 검색시스템 - 전자불전연구소 / 동국역경원. K.952(26-1,27-1), T.1545(27-1).
- 운월 (2005). 《근본불교의 수행체계에 대하여》. 한국선학회.
- 운허.  동국역경원 편집, 편집. 《불교 사전》.
- 용수 지음, 구마라습 한역, 김성구 번역 (K.549, T.1509). 《대지도론》. 한글대장경 검색시스템 - 전자불전연구소 / 동국역경원. K.549(14-493), T.1509(25-57).
- 용수 지음, 구마라습 한역, 박인성 번역 (K.577, T.1564). 《중론》. 한글대장경 검색시스템 - 전자불전연구소 / 동국역경원. K.577(16-350), T.1564(30-1).
- 제바설마 지음, 현장 한역, 송성수 번역 (K.947, T.1539). 《아비달마식신족론》. 한글대장경 검색시스템 - 전자불전연구소 / 동국역경원. K.947 (25-1), T.1539 (26-531).
- 중현 지음, 현장 한역, 권오민 번역 (K.956, T.1562). 《아비달마순정리론》. 한글대장경 검색시스템 - 전자불전연구소 / 동국역경원. K.956(27-680), T.1562(29-329).
- 중현 지음, 현장 한역, 권오민 번역 (K.957, T.1563). 《아비달마장현종론》. 한글대장경 검색시스템 - 전자불전연구소 / 동국역경원. K.957(28-1), T.1563(29-777).
- 축불념 한역, 노혜능 번역 (K.530, T.1485). 《보살영락본업경》. 한글대장경 검색시스템 - 전자불전연구소 / 동국역경원. K.530(14-374), T.1485(24-1010).
- 최봉수 (1999). 〈색온에서의 색의 의미 - 구사론과 청정도론의 색온론을 비교하여〉. 《불교학보》.
- 현장 한역, 김달진 번역 (K.154, T.676). 《해심밀경》. 한글대장경 검색시스템 - 전자불전연구소 / 동국역경원. K.154(10-709), T.676(16-688).
- 호법 등 지음, 현장 한역, 김묘주 번역 (K.614, T.1585). 《성유식론》. 한글대장경 검색시스템 - 전자불전연구소 / 동국역경원. K.614(17-510), T.1585(31-1).
- 황욱 (1999). 《무착[Asaṅga]의 유식학설 연구》. 동국대학원 불교학과 박사학위논문.
- (영어) Bodhi, Bhikkhu (trans.) (2000). 《The Connected Discourses of the Buddha: A Translation of the Samyutta Nikaya》. Boston: Wisdom Publications. ISBN 0-86171-331-1.
- (영어) Dawson, John (1888). 《A Classical Dictionary Of Hindu Mythology And Religion Geography History And Literature》. London: Trübner.
- (영어) DDB. 《Digital Dictionary of Buddhism (電子佛教辭典)》. Edited by A. Charles Muller.
- (영어) Macdonell, Arthur Anthony (1929). 《A practical Sanskrit dictionary with transliteration, accentuation, and etymological analysis throughout》. London: Oxford University Press.
- (영어) Gethin, R.M.L. (1992). 《The Buddhist Path to Awakening: A Study of the Bodhi-Pakkhiyā Dhammā》. Leiden: E.J. Brill. ISBN 90-04-09442-3.
- (영어) Rhys Davids, Caroline A.F. ([1900], 2003). 《Buddhist Manual of Psychological Ethics, of the Fourth Century B.C., Being a Translation, now made for the First Time, from the Original Pāli, of the First Book of the Abhidhamma-Piṭaka, entitled Dhamma-Saṅgaṇi (Compendium of States or Phenomena)》. Whitefish, MT: Kessinger Publishing. ISBN 0-7661-4702-9.
- (영어) Sanskrit and Tamil Dictionaries. 《Cologne Digital Sanskrit Dictionaries》. Institute of Indology and Tamil Studies, Cologne University (www.sanskrit-lexicon.uni-koeln.de).
- (영어) Rhys Davids, T.W. & William Stede (eds.) (1921-5). 《The Pali Text Society's Pali–English Dictionary》. Chipstead: Pali Text Society.
- (영어) Thanissaro Bhikkhu (1996, 1998). 《Wings to Awakening》. Retrieved 2008-07-07 from "Access to Insight" at http://www.accesstoinsight.org/lib/authors/thanissaro/wings/index.html.
- (중국어) 가다연니자 조, 현장 한역 (T.1544). 《아비달마발지론(阿毘達磨發智論)》. 대정신수대장경. T26, No. 1544, CBETA.
- (중국어) 가전연자 지음, 승가제바·축불념 한역 (T.1543). 《아비담팔건도론(阿毘曇八犍度論)》. 대정신수대장경. T26, No. 1543, CBETA.
- (중국어) 구나발타라(求那跋陀羅) 한역 (T.99). 《잡아함경(雜阿含經)》. 대정신수대장경. T2, No. 99, CBETA.
- (중국어) 구나발타라 한역 (T.353). 《승만경(勝鬘經)》. 대정신수대장경. T12, No. 353, CBETA.
- (중국어) 구마라습 한역 (T.614). 《좌선삼매경(坐禪三昧經)》. 대정신수대장경. T15, No. 614, CBETA. }
- (중국어) 규기 찬 (T.1830). 《성유식론술기(成唯識論述記)》. 대정신수대장경. T43, No. 1830, CBETA.
- (중국어) 규기 찬 (T.1861). 《대승법원의림장(大乘法苑義林章)》. 대정신수대장경. T45, No. 1861, CBETA.
- (중국어) 길장 찬 (T.1744). 《승만보굴(勝鬘寶窟)》. 대정신수대장경. T37, No. 1744, CBETA.
- (중국어) 담무참 한역 (T.374). 《대반열반경(大般涅槃經)》. 일명 《북본열반경》. 대정신수대장경. T12, No. 374, CBETA.
- (중국어) 목건련 조, 현장 한역 (T.1537). 《아비달마법온족론(阿毘達磨法蘊足論)》. 대정신수대장경. T26, No. 1537, CBETA.
- (중국어) 무착 조, 바라파밀다라 한역 (T.1604). 《대승장엄경론(大乘莊嚴經論)》. 대정신수대장경. T31, No. 1604, CBETA.
- (중국어) 무착 조, 현장 한역 (T.1602). 《현양성교론(顯揚聖教論)》. 대정신수대장경. T31, No. 1602, CBETA.
- (중국어) 무착 조, 현장 한역 (T.1605). 《대승아비달마집론(大乘阿毘達磨集論)》. 대정신수대장경. T31, No. 1605, CBETA.
- (중국어) 미륵 조, 현장 한역 (T.1579). 《유가사지론(瑜伽師地論)》. 대정신수대장경. T30, No. 1579. CBETA.
- (중국어) 법구 조, 승가발마 등 한역 (T.1552). 《잡아비담심론(雜阿毘曇心論)》. 대정신수대장경. T28, No. 1552, CBETA.
- (중국어) 법승 조, 승가제바·혜원 한역 (T.1550). 《아비담심론(阿毘曇心論)》. 대정신수대장경. T28, No. 1550, CBETA.
- (중국어) 법운 편찬 (T.2131). 《번역명의집(翻譯名義集)》. 대정신수대장경. T54, No. 2131, CBETA.
- (중국어) 법장 술 (T.1733). 《화엄경탐현기(華嚴經探玄記)》. 대정신수대장경. T35, No. 1733, CBETA.
- (중국어) 佛門網. 《佛學辭典(불학사전)》.
- (중국어) 불타야사·축불념 한역 (T.1). 《장아함경(長阿含經)》. 대정신수대장경. T1, No. 1, CBETA. }
- (중국어) 사리자 설, 현장 한역 (T.1536). 《아비달마집이문족론(阿毘達磨集異門足論)》. 대정신수대장경. T26, No. 1536, CBETA.
- (중국어) 색건타라 조, 현장 한역 (T.1554). 《입아비달마론(入阿毘達磨論)》. 대정신수대장경. T28, No. 1554, CBETA. }
- (중국어) 星雲. 《佛光大辭典(불광대사전)》 3판.
- (중국어) 세우 조, 구나발타라·보리야사 한역 (T.1541). 《중사분아비담론(眾事分阿毘曇論)》. 대정신수대장경. T26, No. 1541, CBETA.
- (중국어) 세우 조, 현장 한역 (T.1542). 《아비달마품류족론(阿毘達磨品類足論)》. 대정신수대장경. T26, No. 1542, CBETA.
- (중국어) 세친 조, 진제 한역 (T.1559). 《아비달마구사석론(阿毘達磨俱舍釋論)》. 대정신수대장경. T29, No. 1559, CBETA.
- (중국어) 세친 조, 현장 한역 (T.1558). 《아비달마구사론(阿毘達磨俱舍論)》. 대정신수대장경. T29, No. 1558, CBETA.
- (중국어) 세친 조, 현장 한역 (T.1597). 《섭대승론석(攝大乘論釋)》. 대정신수대장경. T31, No. 1597, CBETA.
- (중국어) 세친 조, 현장 한역 (T.1612). 《대승오온론(大乘五蘊論)》. 대정신수대장경. T31, No. 1612, CBETA.
- (중국어) 세친 조, 현장 한역 (T.1614). 《대승백법명문론(大乘百法明門論)》. 대정신수대장경. T31, No. 1614, CBETA.
- (중국어) 세친 조, 현장 한역, 규기 주해 (T.1836). 《대승백법명문론해(大乘百法明門論解)》. 대정신수대장경. T44, No. 1836_, CBETA.
- (중국어) 승가제바(僧伽提婆) 한역 (T.26). 《중아함경(中阿含經)》. 대정신수대장경. T1, No. 26, CBETA.
- (중국어) 阿含辭典. 《阿含辭典(아함사전)》.
- (중국어) 안혜 조, 지바하라 한역 (T.1613). 《대승광오온론(大乘廣五蘊論)》. 대정신수대장경. T31, No. 1613, CBETA.
- (중국어) 안혜 조, 현장 한역 (T.1606). 《대승아비달마잡집론(大乘阿毘達磨雜集論)》. 대정신수대장경. T31, No. 1606, CBETA.
- (중국어) 연수 편찬 (T.2016). 《종경록(宗鏡錄)》. 대정신수대장경. T48, No. 2016, CBETA.
- (중국어) 오백 아라한 조, 현장 한역 (T.1545). 《아비달마대비바사론(阿毘達磨大毘婆沙論)》. 대정신수대장경. T27, No. 1545, CBETA.
- (중국어) 용수 조, 구마라습 한역 (T.1509). 《대지도론(大智度論)》. 대정신수대장경. T25, No. 1509, CBETA. }
- (중국어) 용수 조, 구마라습 한역 (T.1564). 《중론(中論)》. 대정신수대장경. T30, No. 1564, CBETA.
- (중국어) 원측 찬 (X.369). 《해심밀경소(解深密經疏)》. 만신찬속장경. X21, No. 369, CBETA.
- (중국어) 원휘(圓暉) (T.1823). 《구사론송소론본(俱舍論頌疏論本)》. 대정신수대장경. T41, No. 1823, CBETA.
- (중국어) 丁福保. 《佛學大辭典(불학대사전)》. 一行佛學辭典搜尋.
- (중국어) 제관 록 (T.1931). 《천태사교의(天台四教儀)》. 대정신수대장경. T46, No. 1931, CBETA.
- (중국어) 제바설마 조, 현장 한역 (T.1539). 《아비달마식신족론(阿毘達磨識身足論)》. 대정신수대장경. T26, No. 1539, CBETA.
- (중국어) 중현 조, 현장 한역 (T.1562). 《아비달마순정리론(阿毘達磨順正理論)》. 대정신수대장경. T29, No. 1562, CBETA.
- (중국어) 중현 조, 현장 한역 (T.1563). 《아비달마장현종론(阿毘達磨藏顯宗論)》. 대정신수대장경. T29, No. 1563, CBETA.
- (중국어) 지의 설, 관정 록 (T.1783). 《금광명경현의(金光明經玄義)》. 대정신수대장경. T39, No. 1783, CBETA. }
- (중국어) 지의 설, 법신 기 (T.1916). 《석선바라밀차제법문(釋禪波羅蜜次第法門)》. 대정신수대장경. T46, No. 1916, CBETA.
- (중국어) 축불념 한역 (T.1485). 《보살영락본업경(菩薩瓔珞本業經)》. 대정신수대장경. T24, No. 1485, CBETA.
- (중국어) 현장 한역 (T.1563). 《해심밀경(解深蜜經)》. 대정신수대장경. T16, No. 676, CBETA.
- (중국어) 혜원 찬 (T.1851). 《대승의장(大乘義章)》. 대정신수대장경. T44, No. 1851, CBETA.
- (중국어) 호법 등 지음, 현장 한역 (T.1585). 《성유식론(成唯識論)》. 대정신수대장경. T31, No. 1585, CBETA.